# EWG Eberswalder Wurst
Die EWG Eberswalder Wurst GmbH und die EFG Eberswalder Fleisch GmbH sind Hersteller von Fleisch- und Wurstwaren in Britz (bei Eberswalde). Die Unternehmen sind Teil der Tönnies Holding.
Die Firma wurde 1977 als „Schlacht- und Verarbeitungskombinat Eberswalde (SVKE)“ gegründet und entwickelte sich in den 1980er Jahren zum größten Fleischverarbeitungsbetrieb Europas. Seit 1. November 2002 firmiert das Unternehmen als EWG Eberswalder Wurst GmbH und EFG Eberswalder Fleisch GmbH.

## Geschichte

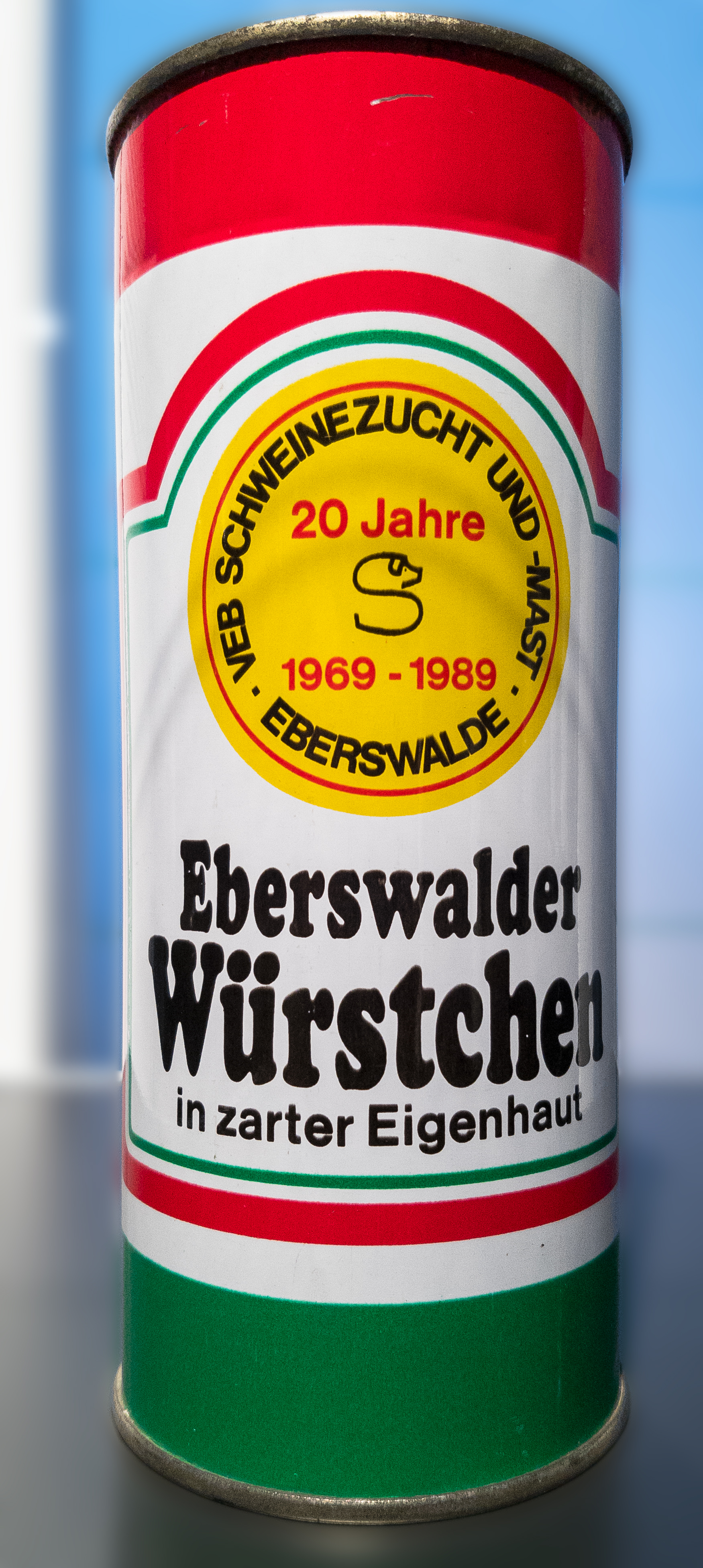
Büchse mit Eberswalder Würstchen 1989

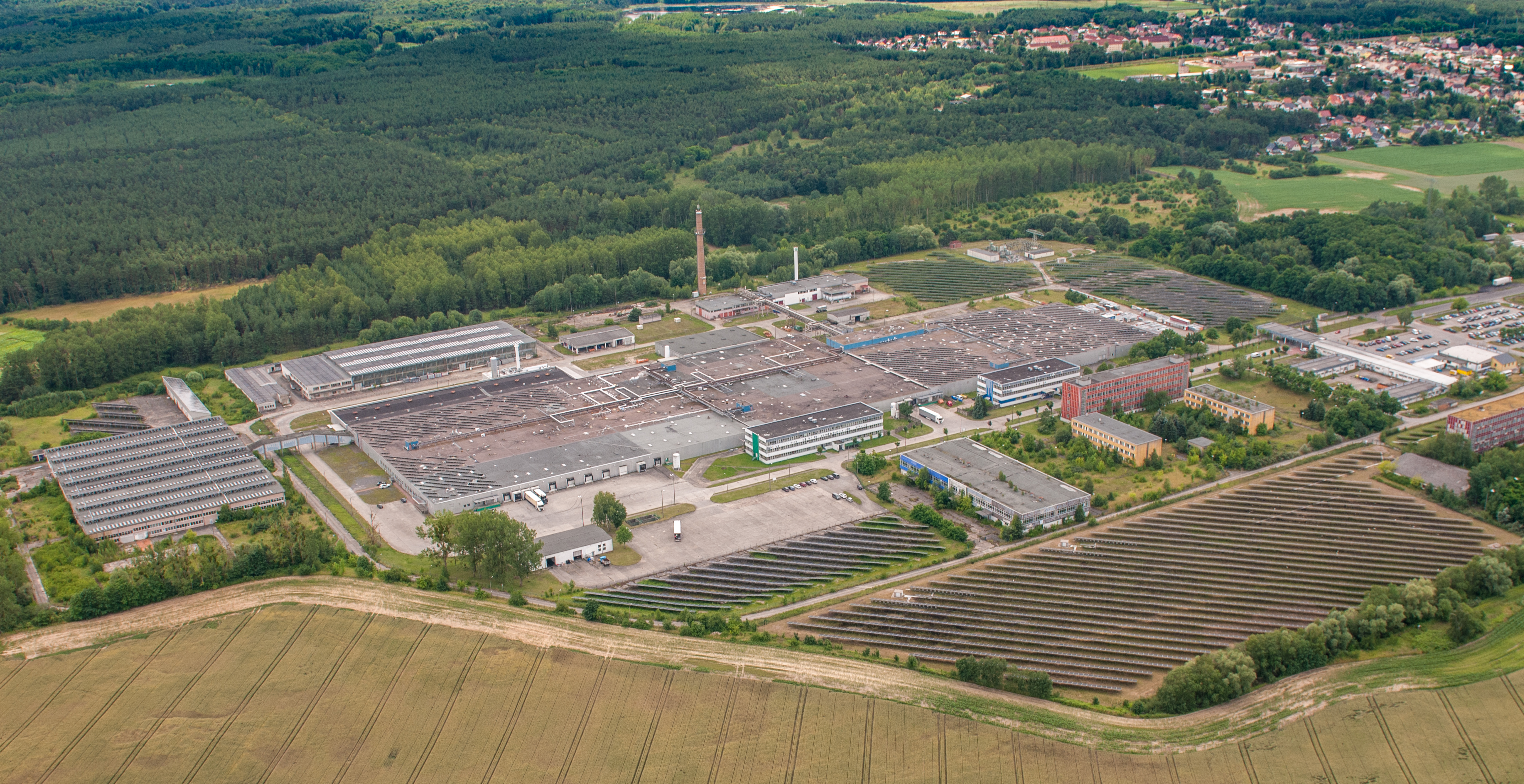
Luftaufnahme 2017

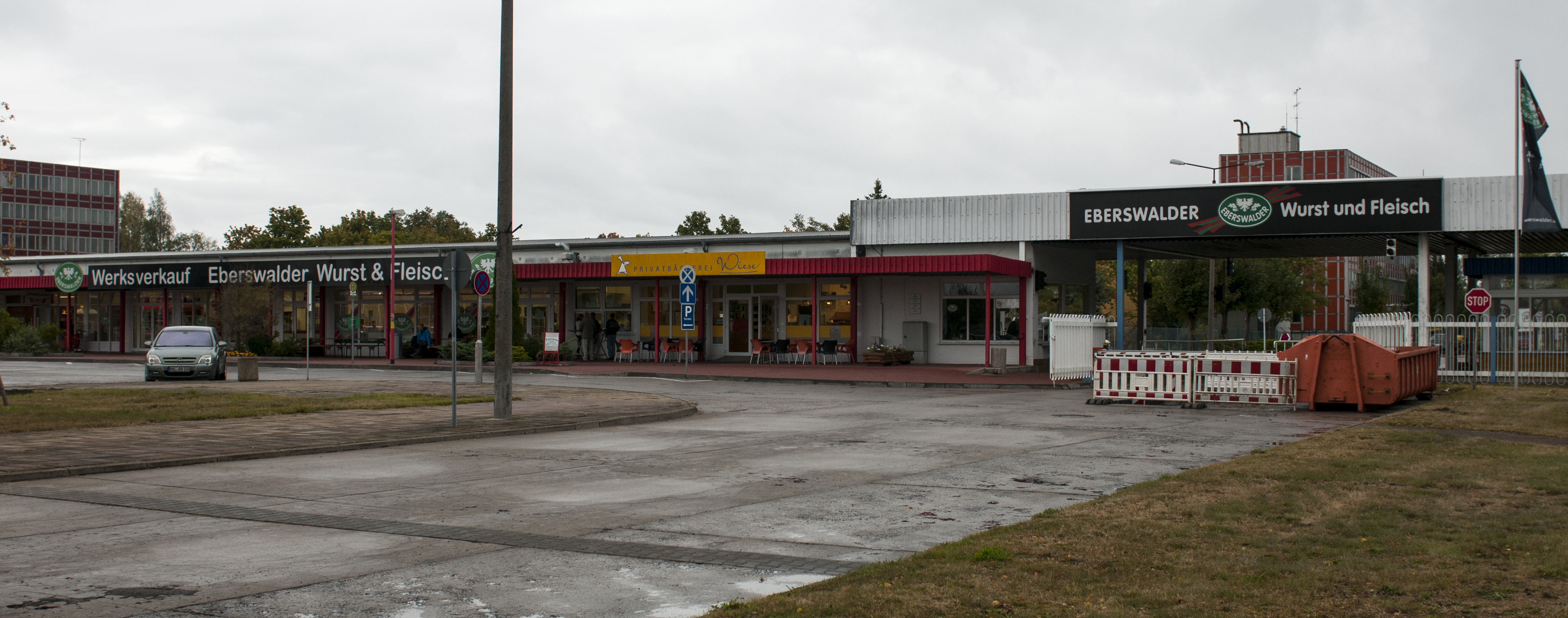
Werkseingang

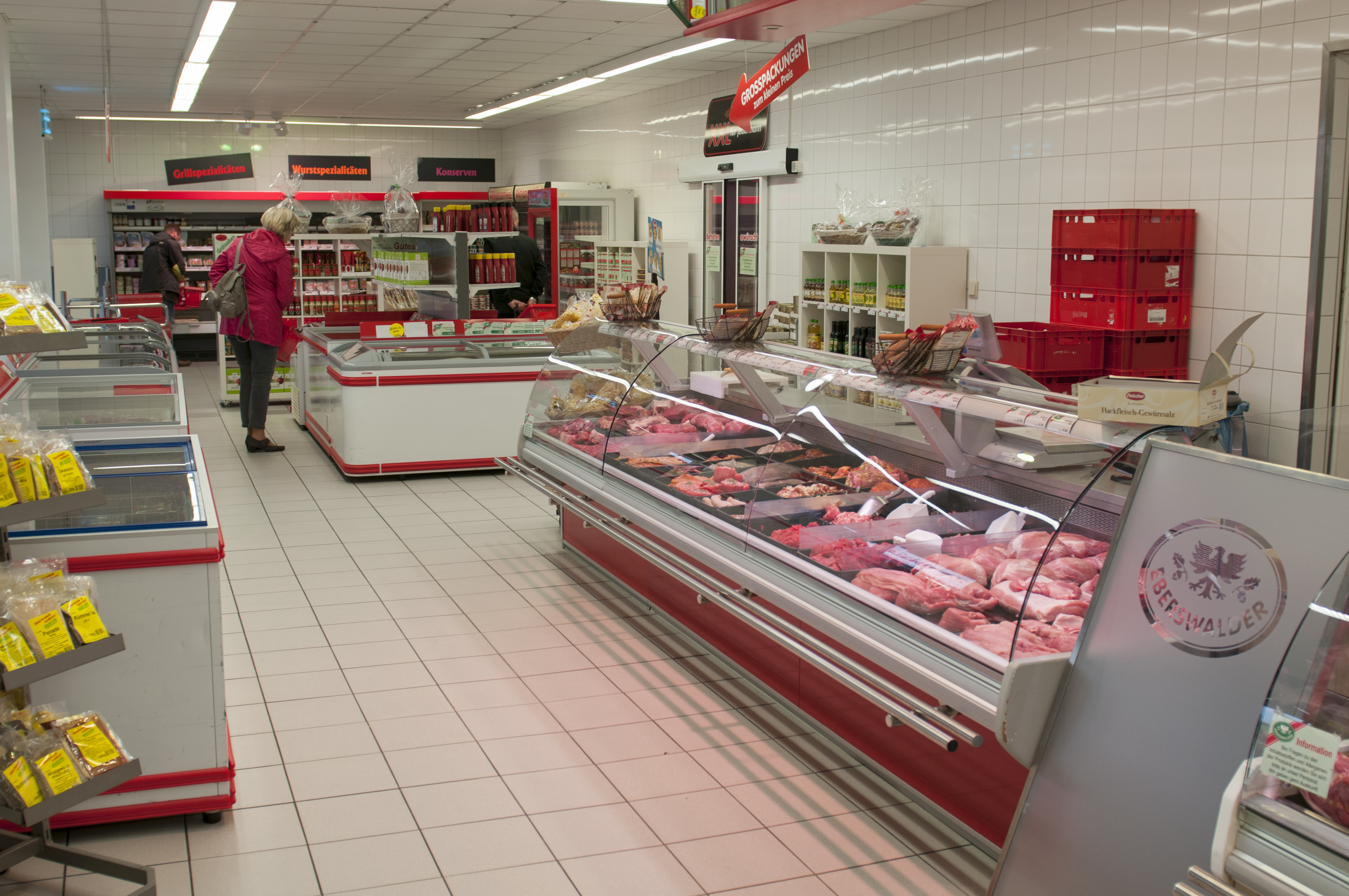
Werksverkauf

Auf 65 Hektar Werksfläche waren 3000 Mitarbeiter beschäftigt. Die Beschäftigten wurden aus der gesamten DDR angeworben, für ihre Unterbringung wurden in Eberswalde zwei Neubaugebiete geschaffen. Im Betrieb befanden sich eine eigene Poliklinik, Friseur, Gaststätte, Gärtnerei, Bibliothek und Sparkasse. Die Arbeitsbedingungen im damals modernsten Fleischverarbeitungsbetrieb Europas waren vergleichsweise gut. Zur kontinuierlichen Versorgung des Betriebes mit Fleisch diente unter anderem die Schweinemast- und Zuchtanlage Lichterfelde bei Eberswalde, in der bis zu 200.000 Schweine gehalten wurden.
Ab 1991 wurden Teilbereiche geschlossen, die Mitarbeiterzahl sank erheblich. Im Jahr 2000 musste das Werk Insolvenz anmelden. Am 1. November 2002 wurde der Geschäftsbetrieb vom Insolvenzverwalter mittels eines Betriebspacht- und Übertragungsvertrages auf die beiden Firmen „EFG Eberswalder Fleisch GmbH“ und „EWG Eberswalder Wurst GmbH“ übertragen. Gesellschafter beider Unternehmen ist die „MBU Märkische Beteiligungs- und Unternehmensverwaltungs GmbH“, deren Eigner und Geschäftsführer Eckhard Krone ist.
Zum 1. Juni 2023 wurde das Unternehmen von der Zur-Mühlen-Gruppe übernommen, einer Zwischenholding der Tönnies Holding.

## Heutige Tätigkeit
Heute ist das Unternehmen der größte Hersteller von Fleisch- und Wurstwaren im Land Brandenburg. Derzeit beschäftigt das Unternehmen knapp 250 Festangestellte, dazu bis zu 250 Saisonkräfte.
2016 wurden knapp 300 Millionen Würste deutschlandweit verkauft. Der Umsatz betrug wie 2015 etwa 115 Millionen Euro.
Zu den Spezialitäten gehören Bratwürste ohne Darm und die Original Schorfheider Knüppelsalami. Die Marke Eberswalder genießt insbesondere in Berlin und in der Region Bekanntheit. Das Unternehmen vertreibt seine Ware vor allem im Osten Deutschlands bei allen Handelshäusern mit Schwerpunkt Berlin-Brandenburg, ist Lieferant der Stadionwurst beim 1. FC Union Berlin und offizieller Wurstlieferant der Uber Arena.